# Нанодоти
Словом нанодоти позначають декілька технологій, які використовують локалізовані структури нанометрового масштабу. Нанодоти зазвичай використовують властивості квантових точок для локалізації магнітних або електричних полів на дуже малих масштабах. Технології нанодотів можна застосовувати для зберігання інформації високої щільності, накопичення енергії, і у світловипромінювальних пристроях.
Одна з технологій - використання оптичних наноантенн особливої геометрії, оригінальних способів поляризації світла і спеціальних полімерів. В результаті вдалося досягти щільності зберігання інформації в 100 терабайт на квадратний дециметр, що в 38 разів вище за аналогічний показник у найбільш ємних жорстких дисків, але вчені вже знають, як довести щільність до 1 петабайта на квадратний дециметр, що в мільйон разів більша за густину запису на DVD-звичайному диску.

## Зберігання інформації
Магнітні нанодоти розробляють для майбутнього зберігання інформації. За допомогою технологія нанодотів потенційно можна зберігати більш як у сто разів більше даних, ніж на сьогоднішніх жорстких дисках. Нанодоти можна розглядати як крихітні магніти, які можуть змінювати полярність, а отже виражати бінарний код. Жорсткі диски, як правило, намагнічують області 200–250 нм, щоб зберігати окремі біти (станом на 2006 р.), тоді як нанодот може мати 50 нм в діаметрі або менше. Таким чином нанодот для зберігання даних може запропонувати значно більш високу щільність інформації в порівнянні з існуючими жорсткими дисками. За допомогою нанодотів також можна створити надшвидку пам'ять.

## Акумулятор
У 2014 було запропоновано скоротити час зарядки батарей, використовуючи  хімічно синтезовані біоорганічні пептидні нанодоти, що самоорганізуються. Вони, як стверджують, підвищують густину енергії й продуктивність електроліту. Новий акумулятор, як кажуть, працюватиме як суперконденсатор зі швидкою зарядкою і повільною розрядкою для забезпечення електроенергією.